# Карст
Карст е название на група геоморфоложки форми, образувани от разтварянето на пластове от карбонатни (CaCO3) или други разтворими скали, като варовици и доломити.
Карстовите форми могат да бъдат:
- подземни - пещери, подземни пропасти и други;
- надземни - ували, кари, понори, въртопи, карстови полета, карстови фунии, карстови блата, слепи долини, скални мостове, карстови извори и други.

## Ранно изучаване
Янез Вайкард Валвазор, пионер в изучаването на карста в Словения и член на Британското кралско научно дружество, въвежда думата карст през 1689 г., описвайки феномена на подводно течащи реки в трудовете си за Церкнишкото езеро. Йован Цвиич продължава изучаването на карстовите райони и впоследствие става известен като „бащата на карстовата геоморфология“. Разглеждайки основно карстовите райони на Балканите, неговия труд от 1893 г. Das Karstphänomen описва формите на релефа като карстови фунии и карстови полета. През 1918 г. Цвиич предлага цикличен модел за развитието на карстовия пейзаж. Към края на 1950-те години във Франция се появява и дисциплината карстова хидрология.

## Развитие на карста
Най-характерни за карста са отрицателни форми на релефа. Според произхода си, те се разделят на форми, образувани чрез разтваряне (повърхностни и подземни), ерозионни и смесени. Могат да се разделят и морфологично. За развитието на карстовия процес са необходими следните условия:
- равна или слабо наклонена повърхност, така че водата да може да се застоява и изтича навътре;
- значителна дебелина на скалите, които да са податливи на разтваряне;
- агресивност на подземните води към разтворимите скали;
- наличие на условия, осигуряваща движение на подземните води.

## Химия
Развиването на карста възниква, когато киселинна вода започне да разяжда повърхността на скална основа покрай пукнатините ѝ. Докато скалата се разпада (обикновено варовик), пукнатините ѝ стават все по-големи. С времето тези фрактури стават по-широки и накрая се образува дренажна система под тях. В такъв случай образуването на карстовите форми се забързва, тъй като повече вода ще може да протича през района, давайки ѝ повече ерозивна мощ.

### Механизъм
Въглеродната киселина, която води до карстовите характеристики, се образува, когато дъждовната вода приема въглероден диоксид, преминавайки през атмосферата. Когато дъждът достигне земята, той може да премине през почвата, която предоставя още повече CO2, за да се състави слаб разтвор на въглеродна киселина, която разтваря калциев карбонат. Основната реакция при разтварянето на варовика е следната:
| H2O   | + | CO2   | → | H2CO3 | H2CO3 | H2CO3    |
| CaCO3 | + | H2CO3 | → | Ca2+  | +     | 2 HCO− 3 |
В някои по-редки условия, други механизми също могат да играят роля. Окислението на сулфиди, водещо от съставянето на сярна киселина, също може да е един от корозионните фактори при образуването на карст.

## Видове карст
Според нивото на подземните води, се отличават дълбок и плитък карст. Може да се отличава, също така, гол или средиземноморски карст, при който карстовите форми на релефа се лишени от почвена или растителна покривка, и покрит или средноевропейски карст, на чиято повърхност се е запазила изветрителната кора и е развита почвена и растителна покрива.
Карстът се характеризира с комплексни повърхностни и подземни форми на релефа. Съществуват и преходни такива. Карстовите дупки или други форми, в които попадат външни повърхностни води, се наричат понори. При карстовите фунии подземната вода може да бъде изложена на повърхността.

### Псевдокарст
Съществуват и такива форми, които външно много приличат на карст, но са образувани от различни процеси (псевдокарст). Такъв, например, е термокарстът, който е свързан с топенето на подземен лед в областите на вечна замръзналост. Друга разновидност е глинестият карст.

## Карстът в България
Карстът е широко разпространен в България - заема около 23% от територията на страната.
В България има над 6000 карстови пещери, като 15 от тях имат статут на туристически. Пещерите имат специфична среда, формирана и контролирана от сложна система карстови процеси.
По-известните карстови райони в България са:
- Боснешки карстов район
- Карлуковски карстов район
- Карстово ждрело Чернелка